# 日本ケーブルラボ
一般社団法人日本ケーブルラボ（にほんケーブルラボ、英: Japan Cable Laboratories、略: JLabs）とは、日本国内のケーブルテレビの標準規格の策定、同一仕様機器の量産による普及・価格の低減化を図る業界団体である。元総務省所管の一般社団法人。
1988年に、ケーブルテレビ事業者主導でケーブルテレビ関連の標準規格の策定・新技術の研究開発を行うため、アメリカ・メキシコのケーブルテレビ事業者を中心としてCable Television Laboratories Incが、アメリカで設立された。
これにならって、日本ケーブルテレビ連盟内に日本ケーブルラボ（JCTA日本ケーブルラボ）が、社団法人日本ケーブルテレビ連盟・社団法人日本CATV技術協会によって設立された。

## 沿革
- 2000年（平成12年）6月13日　社団法人日本ケーブルテレビ連盟内に、日本ケーブルテレビ連盟日本ケーブルラボ（略称  JCTA日本ケーブルラボ）を設立。
- 2009年（平成21年）9月30日　日本ケーブルテレビ連盟日本ケーブルラボを解散。
- 2009年（平成21年）10月1日　一般社団法人日本ケーブルラボを設立し、業務を引き継ぐ。
- 2015年（平成27年）7月　事務所を東京都中央区に移転

## 会員
正会員（全国のケーブルテレビ事業者）191社と、賛助会員（NHK・ケーブルテレビ関連事業者）58社の合計249社で構成される。

## 参照
1. ↑  “会員一覧 一般社団法人 日本ケーブルラボ” (2017年1月1日). 2017年3月16日閲覧。